# Ariathisa ochropepla
Ariathisa ochropepla är en fjärilsart som beskrevs av Turner 1911. Ariathisa ochropepla ingår i släktet Ariathisa och familjen nattflyn. Inga underarter finns listade i Catalogue of Life.